# Русский Кугунур
Русский Кугунур — село в Куженерском районе Республики Марий Эл России. Входит в состав Шудумарского сельского поселения.

## География
Село находится на востоке центральной части республики, в зоне хвойно-широколиственных лесов, в пределах центральной части Вятского Увала, при автодороге 88К-016, на расстоянии примерно 15 километров (по прямой) к юго-востоку от Куженера, административного центра района. Абсолютная высота — 167 метров над уровнем моря.

### Климат
Климат характеризуется как умеренно континентальный, с умеренно холодной снежной зимой и относительно тёплым летом. Среднегодовая температура воздуха — 2,1 °С. Средняя температура воздуха самого тёплого месяца (июля) — 18,3 °C; самого холодного (января) — −13,9 °C. Вегетационный период длится 125 дней. Продолжительность периода с устойчивыми морозами — в среднем 127 дней. Среднегодовое количество атмосферных осадков составляет 476 мм, из которых около 70 % выпадает в период с апреля по октябрь. Снежный покров держится в течение 160 дней.

### Часовой пояс
Село Русский Кугунур, как и вся Марий Эл, находится в часовой зоне МСК (московское время). Смещение применяемого времени относительно UTC составляет +3:00.

## Население
| 2010 |
| ---- |
| 219  |

### Национальный состав
Согласно результатам переписи 2002 года, в национальной структуре населения марийцы составляли 71 % из 201 чел., русские — 29 %.